# MTV Movie Awards 1999
8. gala MTV Movie Awards odbyła się 5 czerwca 1999 roku. Prowadzącym uroczystość była Lisa Kudrow.

## Nominacje

### Najlepszy film
- Sposób na blondynkę
- Armageddon
- Szeregowiec Ryan
- Zakochany Szekspir

### Najlepszy aktor
- Jim Carrey – Truman Show
- Ben Affleck – Armageddon
- Will Smith – Wróg publiczny
- Tom Hanks – Szeregowiec Ryan
- Adam Sandler – Kariera frajera

### Najlepsza aktorka
- Cameron Diaz – Sposób na blondynkę
- Liv Tyler – Armageddon
- Jennifer Love Hewitt – Szalona impreza
- Jennifer Lopez – Co z oczu, to z serca
- Gwyneth Paltrow – Zakochany Szekspir

### Najlepsza rola przełomowa - Aktor
- James Van Der Beek – Varsity Blues
- Josh Hartnett – Halloween: 20 lat później
- Ray Allen – Gra o honor
- Chris Rock – Zabójcza broń 4
- Joseph Fiennes – Zakochany Szekspir

### Najlepsza rola przełomowa - Aktorka
- Katie Holmes – Grzeczny świat
- Cate Blanchett – Elizabeth
- Brandy Norwood – Koszmar następnego lata
- Catherine Zeta-Jones – Maska Zorro
- Rachael Leigh Cook – Cała ona

### Najlepszy ekranowy zespół
- Jackie Chan i Chris Tucker – Godziny szczytu
- Ben Affleck i Liv Tyler – Armageddon
- Nicolas Cage i Meg Ryan – Miasto aniołów
- Rachael Leigh Cook i Freddie Prinze Jr. – Cała ona
- Cameron Diaz i Ben Stiller – Sposób na blondynkę

### Najlepszy czarny charakter
- Stephen Dorff – Blade - Wieczny łowca
- Matt Dillon – Sposób na blondynkę
- Jet Li – Zabójcza broń 4

### Najlepszy występ komediowy
- Adam Sandler – Kariera frajera
- Chris Rock – Zabójcza broń 4
- Chris Tucker – Godziny szczytu
- Ben Stiller i Cameron Diaz – Sposób na blondynkę

### Najlepszy filmowy pocałunek
- Gwyneth Paltrow i Joseph Fiennes – Zakochany Szekspir
- Jeremy Irons i Dominique Swain – Lolita
- Jennifer Lopez i George Clooney – Co z oczu, to z serca
- Cameron Diaz i Ben Stiller – Sposób na blondynkę
- Denise Richards, Matt Dillon i Neve Campbell – Dzikie żądze

### Najlepsza scena akcji
- Ben Stiller – Sposób na blondynkę
- Wesley Snipes – Blade - Wieczny łowca
- Antonio Banderas i Catherine Zeta-Jones – Maska Zorro
- Chris Tucker i Jackie Chan – Godziny szczytu

### Najlepszy nowy twórca
- Guy Ritchie – Porachunki